# Sandro Luiz da Silva
Sandro Luiz da Silva hay đơn giản Sandro (sinh ngày 13 tháng 3 năm 1983 ở Paranaguá – Paraná) là một cầu thủ bóng đá người Brasil hiện tại thi đấu cho Mafra.